# Collège Saint-Paul (Godinne)
Le collège Saint-Paul est un établissement scolaire primaire et secondaire de tradition jésuite sis à Godinne, un village en bord de Meuse, entre Namur et Dinant, en Belgique. Ouvert en 1927 comme nouvelle infrastructure du collège Notre-Dame de la Paix de Namur lorsque ses locaux du centre-ville devinrent trop étroits.
Fusionnant avec l'institution scolaire des pères du Sacré-Cœur de Burnot-Rivière le collège Saint-Paul est connu aujourd'hui sous le nom de Collège de Godinne-Burnot sur les deux sites de Godinne et de Burnot-Rivière situés dans les villages de Godinne (commune d'Yvoir) et de Rivière (commune de Profondeville), de part et d'autre de la Meuse.

## Historique
Les travaux de construction du collège ont commencé le 14 avril 1925, dirigés par le Père Joseph Mols (1887-1961). Le terrain, à mi-chemin entre Namur et Dinant, a été choisi car c’était un bon emplacement pour un internat à la campagne : 40 ha de terrain, dont 12 de bois. De plus, l'accès y est aisé grâce à la gare (sur la ligne Namur-Dinant) et aux grandes routes passant à proximité. La disposition du collège a été faite en différentes ailes, construites au fur et à mesure.

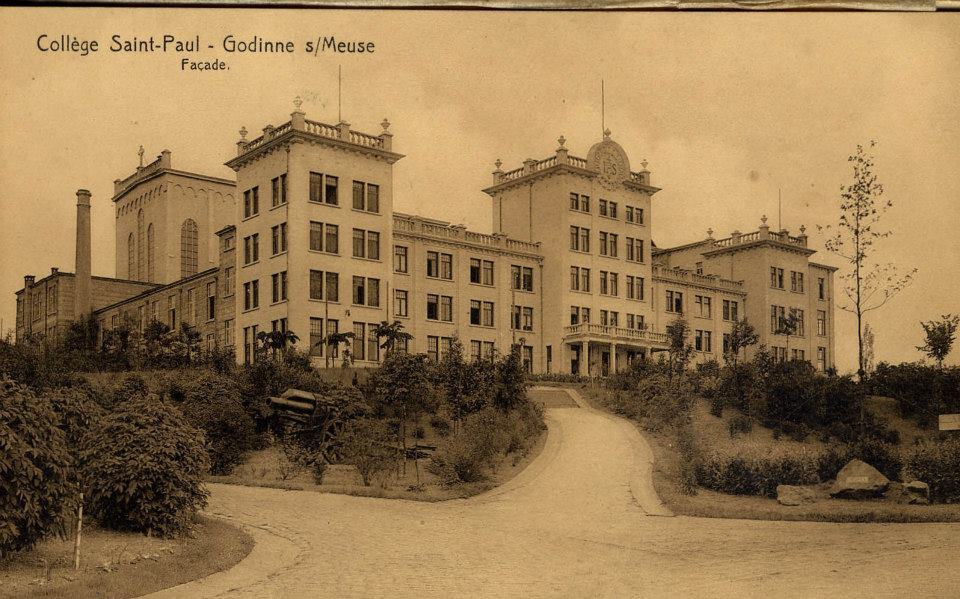
Le collège Saint-Paul (vers 1930)

### La partie ouest
L'entrée principale se trouve dans le coin formé par la rue Saint-Roch et la rue du Collège. Sa façade monumentale est composée de 3 tours, dont la tour centrale est orné d'une rosas avec l'anagramme jésuite IHS. Le rez-de-chaussée était, au départ, occupé par les parloirs, réception et bureaux. En 1971, ces parloirs se transformèrent en bureaux administratifs et, plus tard, en classes primaires en plus des bureaux. Les étages étaient occupés jusqu'en 2012 par la communauté des Pères Jésuites (chambres, réfectoire, chapelle). Aujourd'hui ces étages sont partagés entre l'administration et les locaux de l'école primaire. [réf. nécessaire]
Cette aile forme une cour intérieur avec l'aile centrale du collège, la chapelle et le réfectoire ainsi qu'un couloir de services. La cour intérieure surnommée le jardin des pères qui compte un Gingo Biloba classé AHREM (arbres et haies remarquables de Wallonie).
La chapelle se situe au centre du collège. Elle est ornée de vitraux de 1930 et d'après guerre. Le niveau de la dalle a été rehaussé dans les années 70 afin d'accueillir de nouvelles classes sous sa nouvelle dalle.

### La partie sud
La partie sud du collège a, depuis sa construction, accueilli la partie pédagogique. Les salles d'étude et de loisir sont situées au rez-de-chaussée tandis que les différentes classes et la bibliothèque (depuis peu après 1985) sont situées au premier étage. Les deux derniers étages sont occupés par les dortoirs de l'internat. Ces derniers ont été construits sur deux étages avec une coursive, desservant les chambres de l'étage supérieur, et laissant l'espace central dégagé.[réf. nécessaire]

## Personnalités
Quelques anciens élèves du collège Saint-Paul:
- Benoît Poelvoorde
- Rodrigo Beenkens
- Patrick Ridremont
- Xavier Deutsch
- Stromae